# Ibn Chamâa
Ibn Chamâa (arabe : ابن الشماع), également retranscrit Ibn Shamma ou Ibn Al Shamma, de son vrai nom Abū ʿAbd Allāh Muhammad Ben Abi Abbas Ahmad Ben Muhammad Al Hentati, est un juge et chroniqueur ifriqiyen du XVe siècle. 

## Œuvre
Il est l'auteur d'Al-Adilla al-bayyina al-nūrāniyya ʿalā mafāḫir al-dawla al-ḥafṣiyya (الأدلة البينة النورانية في مفاخر الدولة الحفصية) écrit en 1457. Ce livre traite surtout de l'histoire hafside jusqu'au règne du sultan Abou Amr Uthman. Une édition est réalisée par Othman Kaak en 1936 avant que Tahar Maamouri n'en réalise une dernière en 1984,.